# Terpna neonoma
Terpna neonoma är en fjärilsart som beskrevs av George Francis Hampson 1907. Terpna neonoma ingår i släktet Terpna och familjen mätare. Inga underarter finns listade i Catalogue of Life.